# Phrynocephalus ananjevae
Espèce
Phrynocephalus ananjevae est une espèce de sauriens de la famille des Agamidae.

## Répartition
Cette espèce est endémique des monts Zagros dans le sud de l'Iran.

## Étymologie
Cette espèce est nommée en l'honneur de Natalia Borisovna Ananjeva.

## Publication originale
- Melnikov, Melnikova, Nazarov & Rajabizadeh, 2013 : Taxonomic revision of Phrynocephalus persicus de Filippi, 1863 complex with description of a new species from Zagros, Southern Iran. Current Studies in Herpetology, vol. 13, no 1/2, p. 34-46.